# Parque Arqueológico de Monquirá

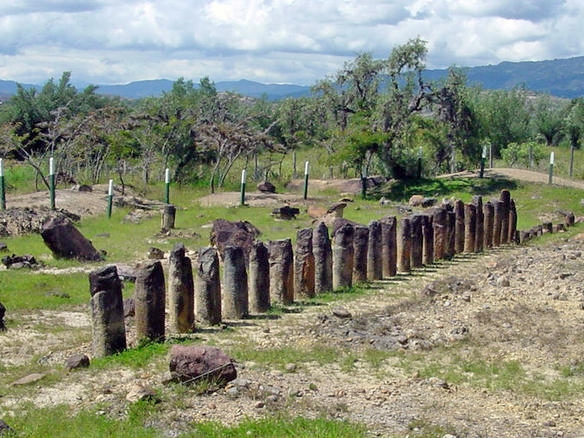
"El Infiernito"; Villa de Leyva, Colombia.

El parque Arqueológico de Monquirá, también conocido popularmente como el "El Infiernito"  es un sitio precolombino ubicado a 5 kilómetros del área urbana del municipio de Villa de Leyva, en el departamento de Boyacá (Colombia). 

## Descripción
Es un monumento lítico que tiene básicamente dos componentes: 30 grandes columnas de piedra (megalitos) de forma fálica, que se hallan dispersos en forma irregular por el lugar y más de un centenar de columnas más pequeñas ordenadas en dos filas de oriente a occidente. 
Según las investigaciones arqueológicas, tienen por lo menos 2200 años de antigüedad. Para algunos antropólogos este sitio estaba destinado a cultos y rituales de fertilidad; para otros era un observatorio astronómico que indicaba el inicio de las temporadas de verano e invierno.
Las columnas de piedra, dispuestas en sucesión regular y con espacios simétrico entre sí, dan paso a la luz y permiten la formación y movimiento de sombras, según la dirección temporal del sol. Cada una de las columnas estaba orientada en forma vertical y tiene cada una en promedio 1,80 metros de altura por 35 a 40 cm de ancha; aparecen niveladas por su extremo superior el que, casi sin excepción presenta distintas muescas. El complejo posiblemente daba a conocer a sus creadores el comienzo de las épocas de verano e invierno. La sombra más corta corresponde al mediodía del primer día de verano y la más larga al mediodía del primer día de invierno. Este emplazamiento ocupa un terreno rectangular de 38 m de largo por 12 m de ancho, orientado de este a oeste. El número de las columnas, 55 a 56, de cada una de las alineaciones, obedece seguramente, a un valor calendario relacionado con el ciclo de algunos eventos y fenómenos astronómico, Como los eclipses, por mencionar un ejemplo.

### Tumba dolménica

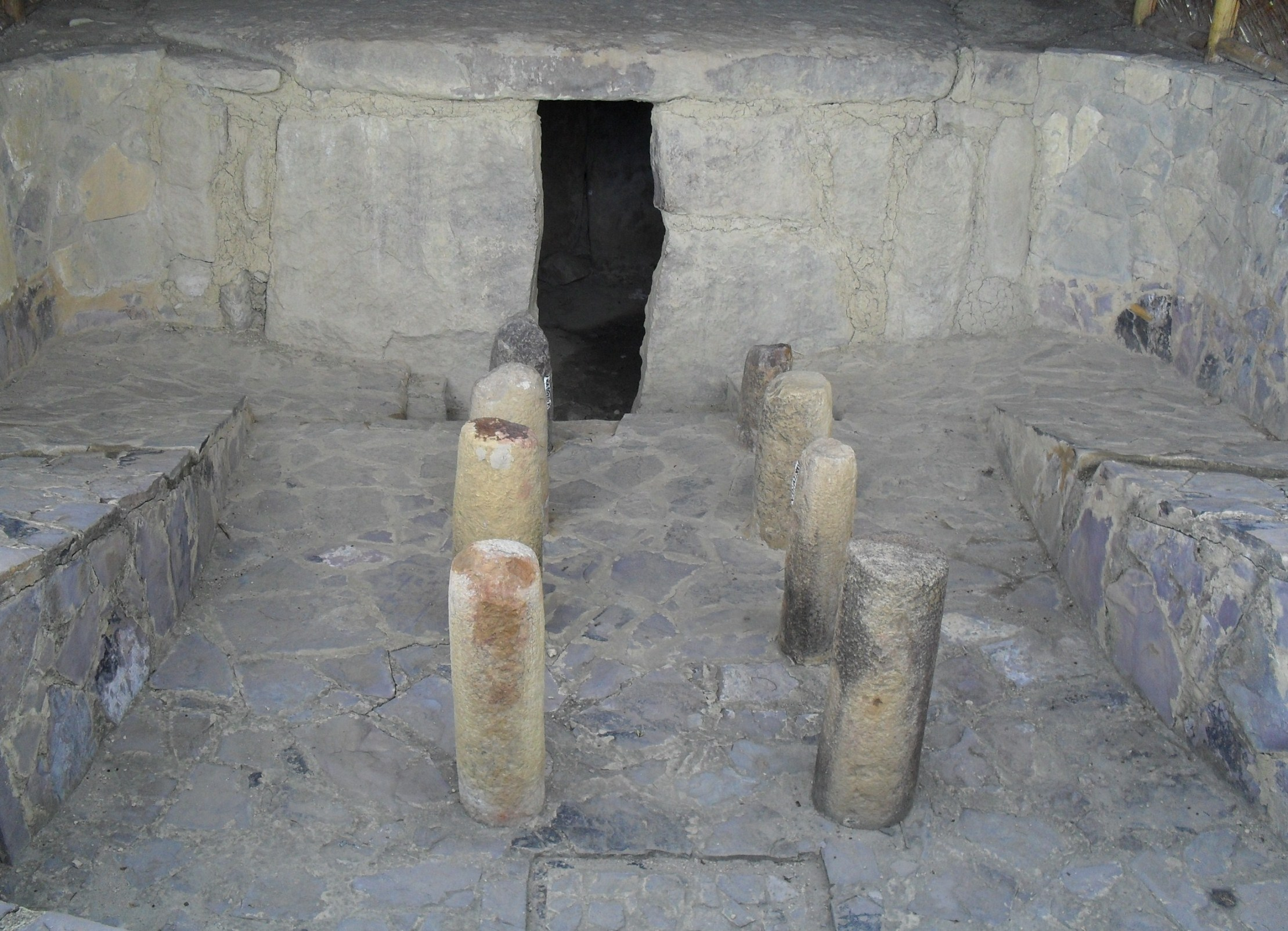
Tumba dolménica en el infiernito

En 2006 se halló una urna funeraria al costado oriental del parque, construida en piedra de tipo dolménico, dentro de la cual estaban como ofrendas algunas vasijas, los restos de un niño de aproximadamente dos años, cuyo ajuar tenía unas cuentas de conchas marinas. Alrededor de la tumba se encontraron numerosos restos óseos, lo que hace pensar que se trataba de una tumba colectiva, destinada para personajes de alto rango a nivel espiritual. Previamente desde la década de los 80s se habían encontrado 8 columnas caídas, al lado de lo que después resultó ser la entrada, las cuales se ubicaron en su posible ubicación original, apuntando hacia el norte.

## Galería de Imágenes

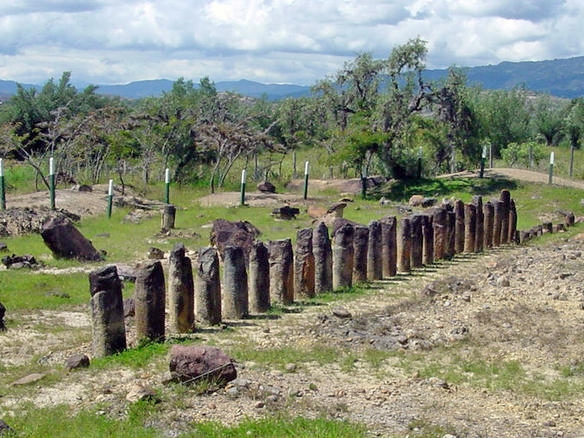
Figuras fálicas ordenadas, Parque Arqueológico de Monquirá
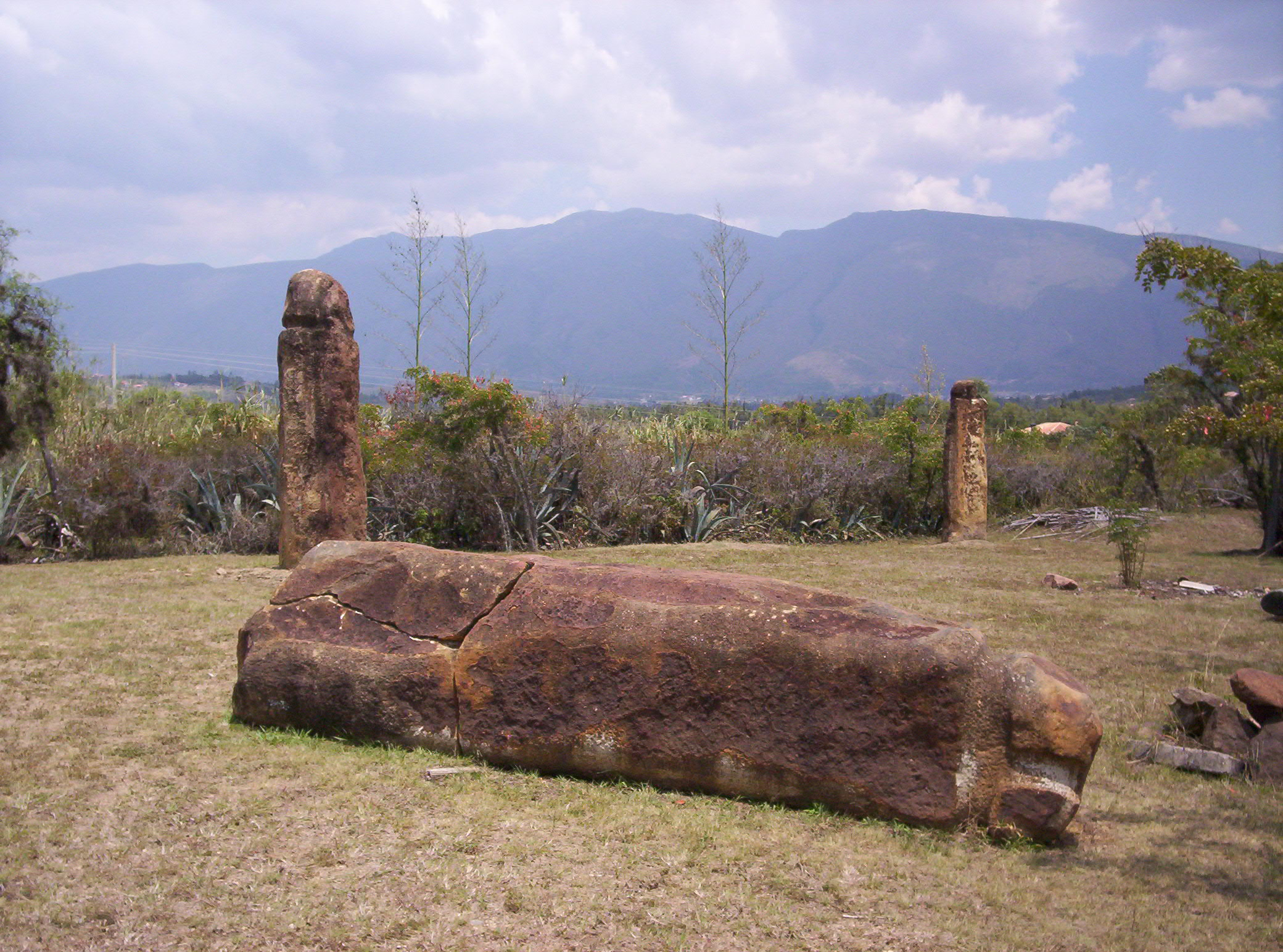
Figuras fálicas aisladas, Parque Arqueológico de Monquirá
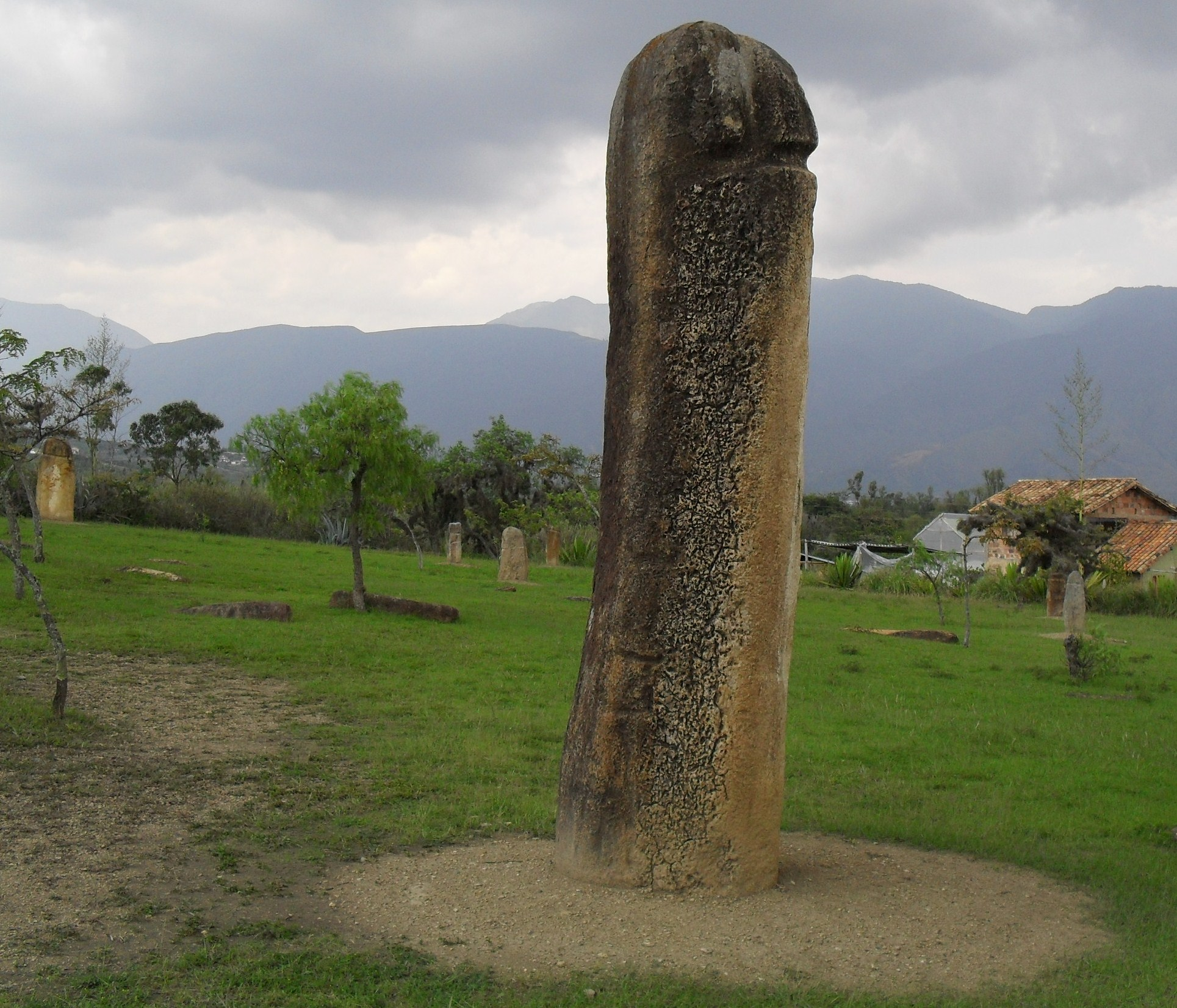
Megalíto fálico, Parque Arqueológico de Monquirá